# Семейство Деяниры
Семейство Деяниры — небольшое семейство астероидов, расположенное в главном поясе. Семейство названо в честь первого астероида, классифицированного в эту группу — (157) Деянира.

## Крупнейшие астероиды этого семейства
| Имя           | Диаметр | Большая полуось | Наклонение орбиты | Эксцентриситет орбиты | Год открытия |
| ------------- | ------- | --------------- | ----------------- | --------------------- | ------------ |
| (157) Деянира | 19,1 км | 2,580 а. е.     | 12,162 °          | 0,196                 | 1875         |